# Jacek Siemieński (1887–1977)
Jacek Siemieński h. Leszczyc (ur. 17 listopada 1887, zm. 4 lutego 1977) – polski właściciel ziemski, działacz społeczny,poseł Sejmu RP III kadencji z ramienia Bezpartyjnego Bloku Współpracy z Rządem.

## Życiorys
Syn Leonarda (1856–1915) i Stefanii Sulimirskiej h. Starykoń (1858–1945), wnuk przemysłowca i działacza społecznego Jacka Siemieńskiego.
Ukończył studia rolnicze na Uniwersytecie Jagiellońskim. W 1915 r. objął po zmarłym ojcu majątek ziemski w Żytnie. W latach 1919–1920 walczył w wojnie polsko-bolszewickiej. Po wojnie zajął się z dużym powodzeniem reformą swojego majątku, którego częścią były m.in. uprawa chmielu, obora zarodowa i hodowla koni pociągowych dla wojska oraz gospodarka leśna. Równocześnie zaangażował się w działalność polityczną i społeczną. Był prezesem Związku Ziemian w powiecie radomszczańskim województwa łódzkiego, członkiem zarządu Stowarzyszenia Rolniczo-Handlowego w Radomsku oraz kilku organizacji społecznych. W czasie okupacji niemieckiej był delegatem na okręg Radomsko organizacji konspiracyjnej „Uprawa”, wspierającej działalność Armii Krajowej. Udzielał schronienia rodzinom wysiedlonym przez Niemców, szczególnie mieszkańcom stolicy po klęsce Powstania Warszawskiego. Udzielił też schronienia brytyjskiej misji Freston. W 1945 r. został usunięty przez władze komunistyczne z majątku rodzinnego. Zarządzał grupą siedmiu poniemieckich majątków koło Dobrodzienia, na bazie których utworzono PGR-y. Po zakończeniu pracy mieszkał w Warszawie, a następnie w Gdańsku.
Jego żoną była Stefania  Sulimirska h. Starykoń, z którą miał czworo dzieci. Pochowany został w grobowcu Siemieńskich w Żytnie.